# Краснозоринский (Ставропольский край)
Краснозо́ринский (бывш. отделение № 1 свх. «Красная Заря») — посёлок в Новоалександровском районе (городском округе) Ставропольского края России. Являлся административным центром муниципального образования «Сельское поселение Краснозоринский сельсовет» (упразднено 1 мая 2017 года).

## География
Расстояние до краевого центра: 59 км. Расстояние до районного центра: 19 км.

## История
В 1972 г. Указом Президиума ВС РСФСР поселок отделения № 1 совхоза «Красная заря» переименован в Краснозоринский.

## Население
| 1989 | 2002  | 2010  | 2014  | 2021  | 2023  |
| ---- | ----- | ----- | ----- | ----- | ----- |
| 1058 | ↗1284 | ↗1319 | ↘1300 | ↘1191 | ↘1159 |

По данным переписи 2002 года, 76 % населения — русские.

## Инфраструктура
- Централизованная клубная система[10]

## Образование
- Детский сад № 9 «Алёнушка»[11]
- Средняя общеобразовательная школа № 14[12]